# ژوزف ژوفر
ژوزف ژوفر (فرانسوی: Joseph Joffre‎; ۱۲ ژانویهٔ ۱۸۵۲ – ۳ ژانویهٔ ۱۹۳۱) فرد نظامی اهل فرانسه بود.
مارشال فرانسوی در جنگ جهانی اول. در ۱۹۱۱ رئیس ستاد کلل فرانسه بود. حملۀ آلمان به بلژیک در ۱۹۱۴ او را غافلگیر کرد، اما ایستادگی او در نبرد مارن موجب شد تا به فرماندهی کل قوای فرانسه در ۱۹۱۵منصوب شود. کوتاهیِ او در فراهم کردن تدارکات لازم در وردن (۱۹۱۶) و شکست‌های فاجعه‌آمیز نظامی‌اش  به برکناری او انجامید و نیول در دسامبر ۱۹۱۶ جانشین او شد.
وی همچنین برندهٔ جوایزی همچون نشان خدمات برجسته (ارتش آمریکا)، لژیون دونور (صلیب بزرگ)، و نشان عقاب سپید (لهستان) شده‌است.